# Мускатник духмяний
Мускатник звичайний, мускатник запашний, або мускатний горіх (Myristica fragrans) — вічнозелене дерево, вид роду мускатник (Myristica) родини мускатникових (Myristicaceae). Культивують в Південній і Південно-Східній Азії, Південній Америці, Східній Африці і на Мадагаскарі. Батьківщина — Молуккські острови.

## Ботанічний опис
Вічнозелене дерево висотою 10-15 м.
Листя зверху темно-зелені, знизу білі або сизі, цілісні.
Плід — м'ясиста яйцеподібно-куляста ягода, оранжево-жовта, з щільною шкіркою.

## Хімічний склад
Насіннєве ядро (мускатний горіх) містить не менше 3 % ефірної олії складного складу, близько 40 % щільної жирної олії, а також крохмаль (близько 20 %), пігменти, сапоніни, пектинові речовини.

## Значення і застосування
Аромат слабкий, смак спочатку слабкий, тонкий, пізніше гострий, пряний. Мускатний цвіт і мускатний горіх використовуються для ароматизації спиртних напоїв, коктейлів, як пряність при виготовленні солодких страв, какао, компотів, варення. Іноді мускатний цвіт додають в супи, паштети, томатний соус, свіжі овочі, м'ясні бульйони, страви з рису, овочів, грибів, риби, м'яса, птиці. Застосування мускатного горіха та мускатного цвіту як прянощів сприяє підвищенню апетиту.
Мускатний горіх (лат. Semen Myristicae, Nux Moschata), оброблений вапняним молоком і висушений на сонці, і мускатний цвіт (лат. Macis) застосовуються як лікарські засоби, що поліпшують травлення.
Пресуванням насіння отримують щільний запашний помаранчевий бальзам (лат. Oleum Nucistae), що складається з жирної і ефірної олії й пігментів. Бальзам використовують в мазях і розтираннях.